# Ож Сен Венсан
Ож Сен Венсан (фр. Auger-Saint-Vincent) насеље је и општина у североисточној Француској у региону Пикардија, у департману Оаза која припада префектури Санлис.
По подацима из 2011. године у општини је живело 501 становника, а густина насељености је износила 35,86 становника/km². Општина се простире на површини од 13,97 km². Налази се на средњој надморској висини од 87 метара (максималној 135 m, а минималној 73 m).

## Демографија
| 1962. | 1968. | 1975. | 1982. | 1990. | 1999. | 2011. |
| ----- | ----- | ----- | ----- | ----- | ----- | ----- |
| 322   | 342   | 302   | 324   | 395   | 439   | 501   |

График промене броја становника у току последњих година